# Binika
Binika är en ort i Indien.   Den ligger i delstaten Odisha, i den centrala delen av landet, 1 100 km sydost om huvudstaden New Delhi. Binika ligger 126 meter över havet och antalet invånare är 15 095.
Terrängen runt Binika är platt. Runt Binika är det ganska tätbefolkat, med 199 invånare per kvadratkilometer. Det finns inga andra samhällen i närheten. Omgivningarna runt Binika är en mosaik av jordbruksmark och naturlig växtlighet.